# Vieille maison de ville de Stana Janjić à Vranje
La vieille maison de ville de Stana Janjić à Vranje (en serbe cyrillique : Стара варошка кућа Стане Јањић у Врању ; en serbe latin : Stara varoška kuća Stane Janjić u Vranju) se trouve à Vranje, dans le district de Pčinja, en Serbie. Elle est inscrite sur la liste des monuments culturels protégés de la République de Serbie (identifiant no SK 866),.

## Présentation
La maison, située 17 rue Dr Kopše, a été construite dans la première moitié du XIXe siècle.